# Опсада Беча (1683)
Опсада Беча или Друга битка код Беча (пољ. Bitwa pod Wiedniem или пољ. Odsiecz Wiedeńska, тур. İkinci Viyana Kuşatması, укр. Віденська відсіч) се одиграла од 14. јула до 12. септембра 1683. (током Великог бечког рата) када је војска Османског царства опсела Беч, главни град Хабзбуршке монархије. Овом битком је прекинуто напредовање Османског царства у Европу и она је означила почетак политичке хегемоније Хабзбурговаца у централној Европи.
У овој велико бици победу су однеле удружене пољско-аустријско-немачке снаге под краљем Пољске Јаном III Собјеским против турске војске којом је командовао велики везир Кара Мустафа паша.

## Разбијање опсаде 12. септембра
Кад су се појавиле звезде у ноћи између 11. и 12. септембра, у Бечу се могло чути како се отоманска војска моли, испуштајући притом снажне узвике. Могли су и да је лепо виде захваљујући симетрично распоређеним лампама и ватрама које су се просто надметале с лучама на гордим шаторима у неверничком табору.
И хришћани су се молили, и то много. С првим сунчевим зрацима у зору 12. септембра отац капуцинерског реда Марко Авијански, велики вођа и надахњивач хришћанске војске, одржао је мису с хришћанским војсковођама у малом камалдолском манастиру на једном узвишењу званом Каленберг, на десној обали Дунава. Одмах после тога хришћанске трупе су се распоредиле, спремне колико на победу, толико и на смрт.
На левом крилу био је Шарл од Лорене са маркгрофом Херманом и младим Лудвигом Вилхелмом од Бадена, грофом фон Леслијем и грофом Капраром, пољским кнезом Александром Домиником Лубомирским и његовим страшним оклопним коњаницима и Мерсијем и Тафеом, будућим угарским јунацима. На десетине кнежева су се припремале за ватрено крштење, а међу њима је био и још мало познати Еуген од Савоје који је, као и Шарл од Лорене, био напустио Париз да би умакао Лују XIV. Он ће се тек касније овенчати славом. Изборни кнез Саксоније, коме је помагао фелдмаршал Голц, и изборни кнез Баварске, с петорицом Вителсбаха, припремали су своје људе. У центру хришћанског распореда, поред Бавараца, биле су франачке и швапске снаге, а ту су били и кнежеви и владари Тирингије, славне лозе Гвелфа и Холштајна и друга славна имена као што су били маркгроф од Бајројта, фелдмаршали и генерали Родолфо Барата, Диневалд, Херман Штирум, барон фон Дегенфелд, Карољ Палфи и многи, многи други. Десно крило су држали храбри Пољаци краља Јана  Собјеског и његових намесника.
Чим су видели распоређивање савезничких снага, браниоци Беча су дали одушка својој радости испаљивањем десетина плотуна.
Војска се видела и из табора Кара-Мустафа паше, али кад су Турци одлучили да нешто предузму, било је већ касно – нападачи су у практично вратоломном јуришу грабили уз Каленберг. Велики везир и његови људи журно су изашли из шатора и ровова, и сами заузимајући борбени поредак. У центру је био Кара-Мустафа паша с многобројним пашама, поред њега је стајао исламски проповедник Вани-ефенди са светим барјаком, а испред њега ага с пуковима крволочних јаничара. Десно, близу Дунава, биле су по злу чувене војводе из Молдавије и Влашке, везир Кара-Мехмед из Дијарбакира и Ибрахим-паша из Будима, док су лево били татарски кан и бројне паше.
Зелени и питоми брежуљци под виноградима, који су се простирали изван бечких зидина, постали су бојно поље. Први сукоб вредан помена десио се између левог крила хришћана и јаничара у кланцу Нусберг. После дуге борбе, снаге Царства и Саксонци успели су да се пробију и Турци су у подне били потиснути у Гринциг И Хајлигенштат. За то време, трупе Шарла од Лорене стигле су до Деблинга и приближиле се турском логору, док су аустријска коњица грофа Капраре и оклопници Лубомирског потукли Молдавце – мада по цену жестоких окршаја – и сад су их потискивали низ Дунав. У међувремену, краљ Собјески је с врха Каленберга повео пољску коњицу, којој су немачка и пољска пешадија крчиле пут, гонећи јаничаре од једне до друге куће, од једног до другог винограда, од једног до другог сеника, суровом упорношћу их отеравши из Нојштифта, Пецлајнсдорфа и Дорнбаха.
Хришћани су се донекле поколебали кад је Кара Мустафа паша, у покушају да искористи покрете непријатеља, донекле успео да се убаци у празан простор и нашао се услед њиховог силовитог продора. Али турска радост је била краткотрајна. Шарл од Лорене је послао у напад своје Аустријанце, наредивши им да се окупе на десној страни; у Дорнбаху су пресекли одступницу Турцима, који су покушавали да се склоне у околини Деблинга. За то време, пољски коњаници су незадрживо продирали све до Херналса, сламајући сваки отпор.
У центру, на првој линији, под завијореним стегом са славним сарматским грбом, краљ Пољске јахао је величанствен и наизглед непобедив, држећи копље на чији је врх било причвршћено соколово крило; поред њега су били принц Јакоб, од само шеснаест година а већ је тад био јунак, и његови коњаници у верижним кошуљама и прекрасним разнобојним прсницима, украшеним перјем и драгим камењем. Уз поклич „Језусмарија!“ хусарски коњаници и оклопна коњица краља Јана  бришу спахије пред собом и одлучно крећу на сам Кара-Мустафин шатор.
Док са заповедничког положаја посматра окршај између своје и пољске коњице, он је практично инстиктивно схатао да су хришћански погледи усмерени управо ка зеленом барјаку у чијој сенци стоји – хришћани си циљали управо на тај свети стег.
Тад подлеже страху и одлучује да устукне – у срамно повлачење повео је најпре паше, а онда и сву војску. На коленима је био и средишњи део турских снага; остатак војске захватила је паника и пораз се претворио у катастрофу.
Опкољене Бечлије су коначно смогле храбрости да изађу кроз Капију Шкота, док су Турци бежали, остављајући непријатељу свој огроман логор, који је био препун непроцењивог богатства, али тек пошто су поклали на стотине заробљеника и повели у робље 6.000 мушкараца, 11.000 жена, 1.4000 девојака и око 50.000 деце.
Победа је била толико потпуна и убедљива да нико није ни помишљао да гони Турке у бекству ка граду Ђеру у Угарској.
Страхујући од повратка Турака, хришћански војници су остали у борбеном поретку током целе ноћи.
Краљ Јан  Собјески је први ушао у Кара-Мустафин шатор. Узео је коњски реп и ата пораженог Турчина, те многа блага и источњачке дивоте којима се раскалашни невернички деспот био окружио.
Сутрадан су били пребројани мртви. На турској страни је пало 10.000 војника, заплењено је 300 топова, 15.000 шатора и гомиле оружја. Хришћани су оплакивали 2.000 мртвих, међу којима су, нажалост, били и генерал де Суш и кнез Потоцки. Али није било времена за тугу. Цео Беч је желео да укаже почаст победницима приликом тријумфалног уласка у престоницу избављену од навале неверника. Краљ Собјески је понизно написао Папи, приписујући победу самом чуду: „Venimus, vidimus, Deus vicit“.
Прве званичне вести о хришћанском успеху под Бечом доспеле су до Рима 20. септембра 1683. године, али су тек у уторак 21. септембра ноћу кардиналу Пију предали писмо упућено из Венеције, у коме је писало о бекству турске војске с бојног поља код Беча. Дана 23. септембра, опет ноћу из Царства су стигла још нека писма у којима се говорило о победи хришћана. У Риму су се зачули први, још увек несигурни изливи весеља. Ускоро су ти детаљи постајали све прецизнији: бечкој тврђави, која је толико дуго била под опсадом, најзад је стигла помоћ.
Званична вест о победи хришћана, коју је донео гласник кардинала Буонвизија, стигла је у Рим 23. септембра. Једанаест дана раније, 12. септембра, хришћанске трупа су потукле снаге неверника.
Дана 24. септембар у свим црквама у Риму био је истакнут проглас с наредбом да исте вечери сва звона звоне „Ave Marija“ у знак захвалности Господу за турски пораз; на скоро свим прозорима били су постављени лампиони и у општем и претераном весељу био је запаљен велики број петарди, ракета, ватрених кола и прангија. Цео Рим је одјекивао од заглушујућих праскова ватромета испаљиваних с кровова амбасада, из дворца Сант ' Анђело, на Тргу Навона и на Кампо ди Фјоре.
Ипак, без обзира на све те изразе задовољства, у вестима које су се преносиле из улице у улицу, могле су се уочити две околности, које су изгледале готово невероватне.
Прва: победу хришћана је омогућио низ необјашњивих грешака које су Турци начинили.
Наиме, Кара Мустафине снаге, које су добро познатим техникама мина и лагума исцрпљивале браниоце Беча, могле су, по мишљењу самих победника, да крену у општи, победнички напад много пре но што је краљ Јан  Собјески стигао с појачањима. Али уместо да изведе одлучујући јуриш, Кара Мустафа паша се није ни помакао и тако је изгубио драгоцено време. Турци се нису ни потрудили да заузму узвишење Каленберг, које би им обезбедило пресудну тактичку надмоћ. То, међутим, није било све. Такође су пропустили да се сукобе с хришћанским снагама које су долазиле као појачање пре но што су оне прешле Дунав и приближиле се опкољеном Бечу.
Никоме није јасно зашто се то догодило. Као да су Турци чекали нешто због чега би били потпуно сигурни у победу ?
Као друго: жариште куге које је месецима угрожавало ионако пренапрегнути Беч, изненада се угасило без видљивих разлога.
Хришћанима је тај низ чуда изгледао као знак божанске воље, исте оне благонаклоне воље која је до последњег часа уливала снагу људима под турском опсадом и ослободилачким трупама Јана III Собјеског.
Необичан и изненадан престанак епидемије куге, која је плашила браниоце Беча и више но сам отомански непријатељ, био је истовремено и нагао и необјашњив. Та околност је била одлучујућа, јер да се и куга окомила на становнике Беча, Турци би, сигурно победили и то без икаквих тешкоћа.
Средином октобра Аустријанци, у свом напредовању заузимају Острогон и Кара Мустафа паша није у стању да заустави њихов продор дубље у Угарску. Враћа се у Београд, где бива обешен по наређењу султана Мехмеда IV који га сматра одговорним за пораз.